# Prayopavesa
Prayopavesa (en sánscrito: प्रायोपवेशनम्   , IAST (International Alphabet of Sanskrit Transliteration): prāyopaveśanam, literalmente resolver morir a través del ayuno) es una práctica en el hinduismo que denota la muerte por ayuno de una persona a la que no le quedan deseos ni ambiciones, y que no tiene más responsabilidades en la vida. También se permite en casos de enfermedad terminal o gran invalidez. Existe una práctica similar en el jainismo, denominada Salekana, y en el budismo bajo el nombre de Sokushinbutsu.

## Condiciones y reglas
La ejecución de prayopavesa está sujeta a normas muy estrictas. Sólo una persona a la que no le queda ningún deseo o ambición, y ninguna responsabilidad restante en la vida, tiene derecho a llevarla a cabo. La decisión de hacerlo debe ser declarada públicamente con suficiente antelación. Los antiguos legisladores estipulaban las condiciones que permitían prayopavesa: son la incapacidad para realizar la purificación corporal normal, cuando la muerte parece inminente o la condición de la persona es tan mala que los placeres de la vida son nulos. La acción se realiza bajo la regulación comunitaria.

## Ejemplos
Se dice que Parikshit observó el prayopavesa cuando el sabio Shuka, hijo de Vyasa, le narró el Bhagavata-purana.
En 1982, Acharya Vinoba Bhave (sucesor espiritual de Mahatma Gandhi) murió por prayopavesa. A Satgurú Sivaya Subramuniyaswami  se le diagnosticó un cáncer intestinal terminal. En octubre de 2001, se sometió a prayopavesa, muriendo en el día 32 de su ayuno, el 12 de noviembre.
El 11 de enero de 1997 Swami Nirmalananda se sometió a prayopavesa.